# Rhaphidostegium longirostre
Rhaphidostegium longirostre là một loài rêu trong họ Sematophyllaceae. Loài này được (Brid.) Broth. mô tả khoa học đầu tiên năm 1908.